# Туркменистан на Светском првенству у атлетици у дворани 2004.
Туркменистан је учетвовао на 10. Светском првенству 2004. одржаном у Будимпешти од 5. до 7. марта.
У његовом петом учешћу на светским првенствима у дворани Туркменистан је представљао један атлетичар, који се такмичио  у једој атлетској дисциплини.
Такмичар Туркменистана није освојио ниједну медаљу, а истрчао је најбољи лични резултат сезоне.

## Учесници
Мушкарци:
- Назар Беглијев — 800 м

### Мушкарци
| Атлетичар      | Дисциплина | Лични рекорд | Квалификације | Квалификације | Полуфинале           | Полуфинале           | Финале               | Финале       | Детаљи |
| Атлетичар      | Дисциплина | Лични рекорд | Резултат      | Место         | Резултат             | Место                | Резултат             | Место        | Детаљи |
| -------------- | ---------- | ------------ | ------------- | ------------- | -------------------- | -------------------- | -------------------- | ------------ | ------ |
| Назар Беглијев | 800 м      | 1:54,07 НРд  | 1:54,72 ЛРС   | 6. у гр. 5    | Није се квалификовао | Није се квалификовао | Није се квалификовао | 32 / 32 (36) |        |